# Bethoncourt
Bethoncourt è un comune francese di 6 075 abitanti situato nel dipartimento del Doubs nella regione della Borgogna-Franca Contea.

## Geografia fisica
Il comune è situato al Nord di Montbéliard, la città dei principi, al confine con l'Alta Saona e con il comune di Belfort. È attraversato dalla Lizaine o Luzine, una piccola riviera francese, dalla linea ferroviaria Belfort-Besançon e dalla strada D438.

## Origine del nome
- VI secolo = Bethonis Curtis
- X secolo  = Bethonis Curte
- 1181   = Betoncourt
- 1196   = Boethoncourt
- 1274   = Betoncort
- 1295   = Betoncourt
- 1616   = Klein et Grosse Bethoncourt
- 1717   = Bethoncourt

## Le miniere di ferro
Bethoncourt possedeva le migliori miniere di ferro della regione e alimentava tutte le fonderie del settore (Chagey, Audincourt, ecc...). Nel 1883, una statistica mostra che la miniera di Bethoncourt era una delle migliori del settore, ma con la chiusura dei forni di Changey e Audincourt, nel 1886, si pone fine all'estrazione delle miniere della città e dell'intero Paese.

## Amministrazione

### Gemellaggi
- Rigolato
- Silmiouglou

## Da visitare
- Il tempio del 1775
- La cappella Santa Teresa del 1953
- Il castello del XVIII secolo, situato sulle alture del comune. Attualmente in ristrutturazione.

## Società

### Evoluzione demografica
Abitanti censiti